# Oumayma Dardour
Oumayma Dardour (arabe : أميمة دردور), née le 6 janvier 1996 à Djerba, est une handballeuse tunisienne. Elle mesure 1,78 m pour 69 kg.
Elle joue au poste d'arrière droite en club et fait également partie de l'équipe de Tunisie, avec laquelle elle participe au championnat du monde 2015 au Danemark et au championnat du monde 2017 en Allemagne.

## Sélection nationale
- Championnats du monde
  - 21e au championnat du monde 2015 ( Danemark)
  - 24e au championnat du monde 2017 ( Allemagne)
- Championnats d'Afrique
  -  Médaille d'argent au championnat d'Afrique 2016 ( Angola)
  -  Médaille de bronze au championnat d'Afrique 2021 ( Cameroun)